# Dodota
Dodota est un woreda du centre de l'Éthiopie situé dans la zone Arsi de la région Oromia. Le woreda a 64 310 habitants en 2007. Son centre administratif est Dera.

## Origine
Dodota et son voisin Sire sont issus de la scission d’un ancien woreda appelé Dodota fi Sire ou Dodotana Sire[réf. souhaitée].

## Situation
Situé dans l'ouest de la zone Arsi au bord de la vallée du Grand Rift, le woreda Dodota est limitrophe de la zone Misraq Shewa de la région Oromia. Il est entouré  dans la zone Arsi par Sire, Lude Hitosa, Hitosa et Ziway Dugda.
Il a la particularité de se composer de deux parties disjointes qui encadrent le nord du woreda Hitosa. Le centre administratif, Dera, est dans la partie orientale du woreda, celle où passe la route principale Adama-Assella. La partie occidentale du woreda est moins bien desservie.

## Population
Au recensement de 2007, le woreda Dodota compte 64 310 habitants dont 29,7 % de population urbaine. Dera est la principale agglomération avec 14 786 habitants, elle est suivie par Awash Melkasa avec 4 344 habitants. Près de 60 % des habitants du woreda sont musulmans et 37 % sont orthodoxes.
En 2022, la population du woreda est estimée à 102 849 personnes avec une densité de population de 203 personnes par km2 et 507 km2 de superficie.